# خالد الزايدي
خالد الزايدي (بالإنجليزية: Khaled Al-Zaidi)‏؛ مواليد 1 يونيو 1987 في ، السعودية، هو لاعب كرة قدم سعودي.
لعب سابقاً لأندية التعاون و الكوكب و وج .